# آرثر وارد ليندسي
آرثر وارد ليندسي (بالإنجليزية: Arthur Ward Lindsey)‏ هو عالم حشرات أمريكي، ولد في 1894 في كونسيل بلوفس في الولايات المتحدة، وتوفي في 1963 بسبب نوبة قلبية.